# Geschichte der Eisenbahn in Luxemburg

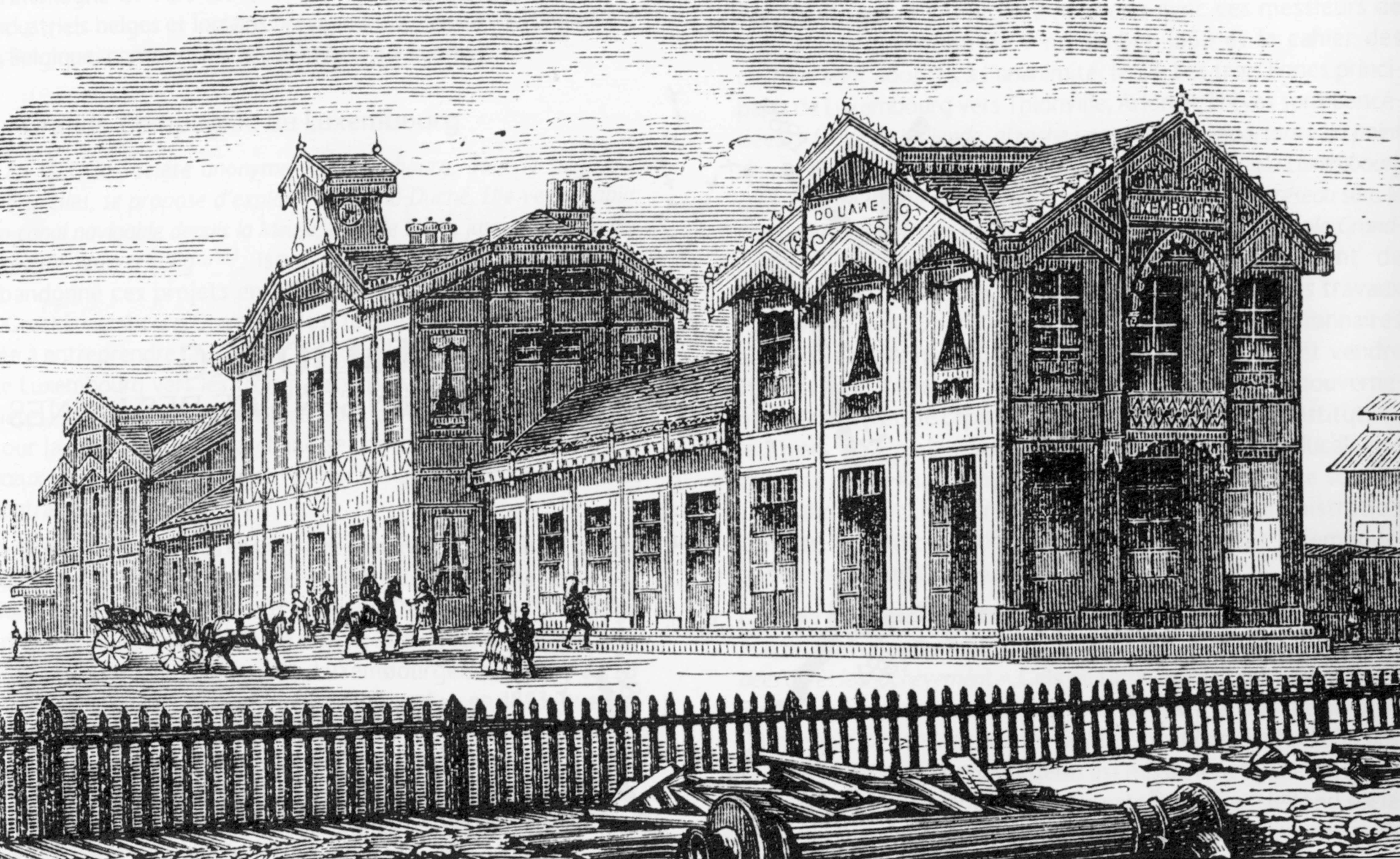
Erster Bahnhof in der Stadt Luxemburg

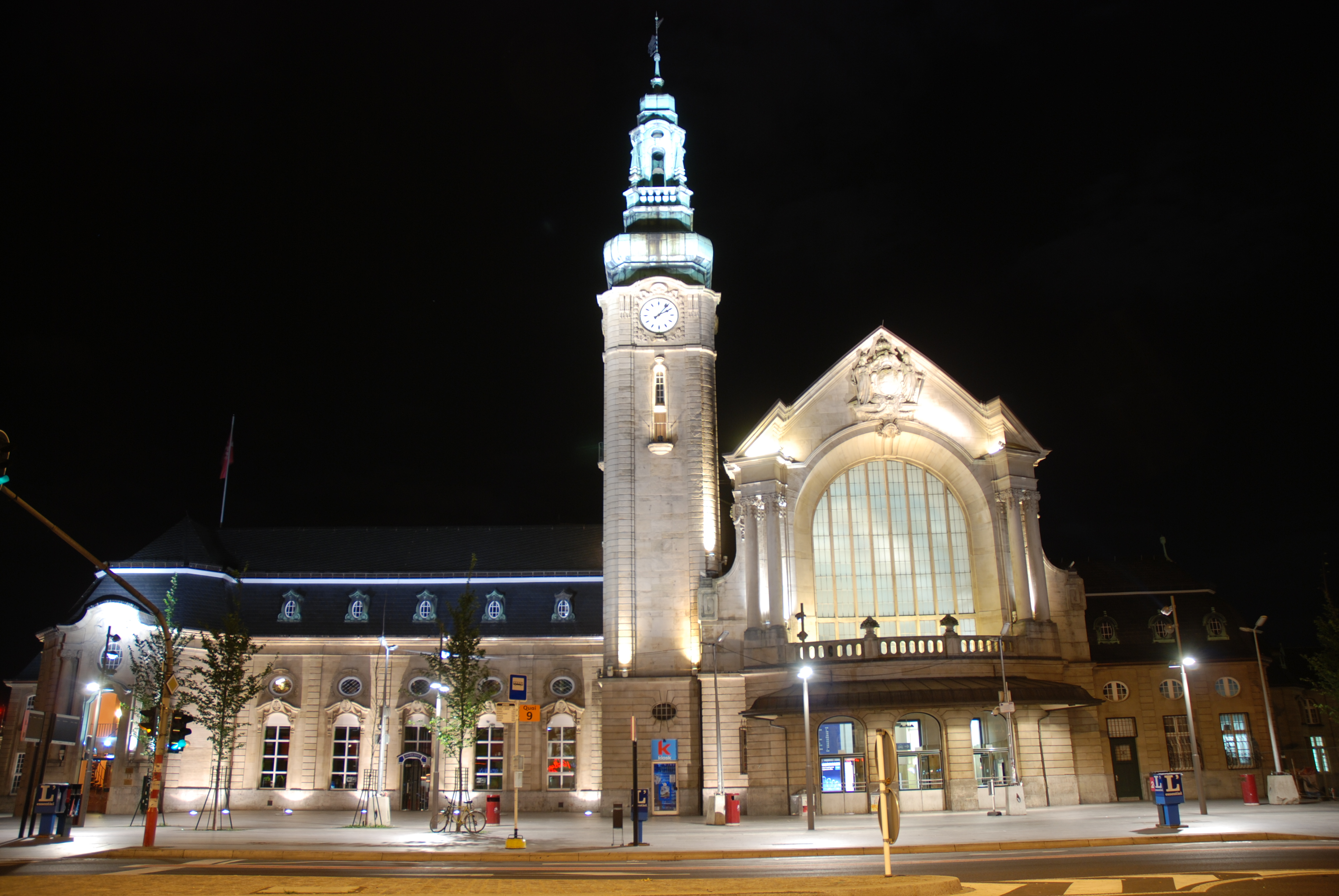
Zweiter – und heutiger – Bahnhof von Luxemburg

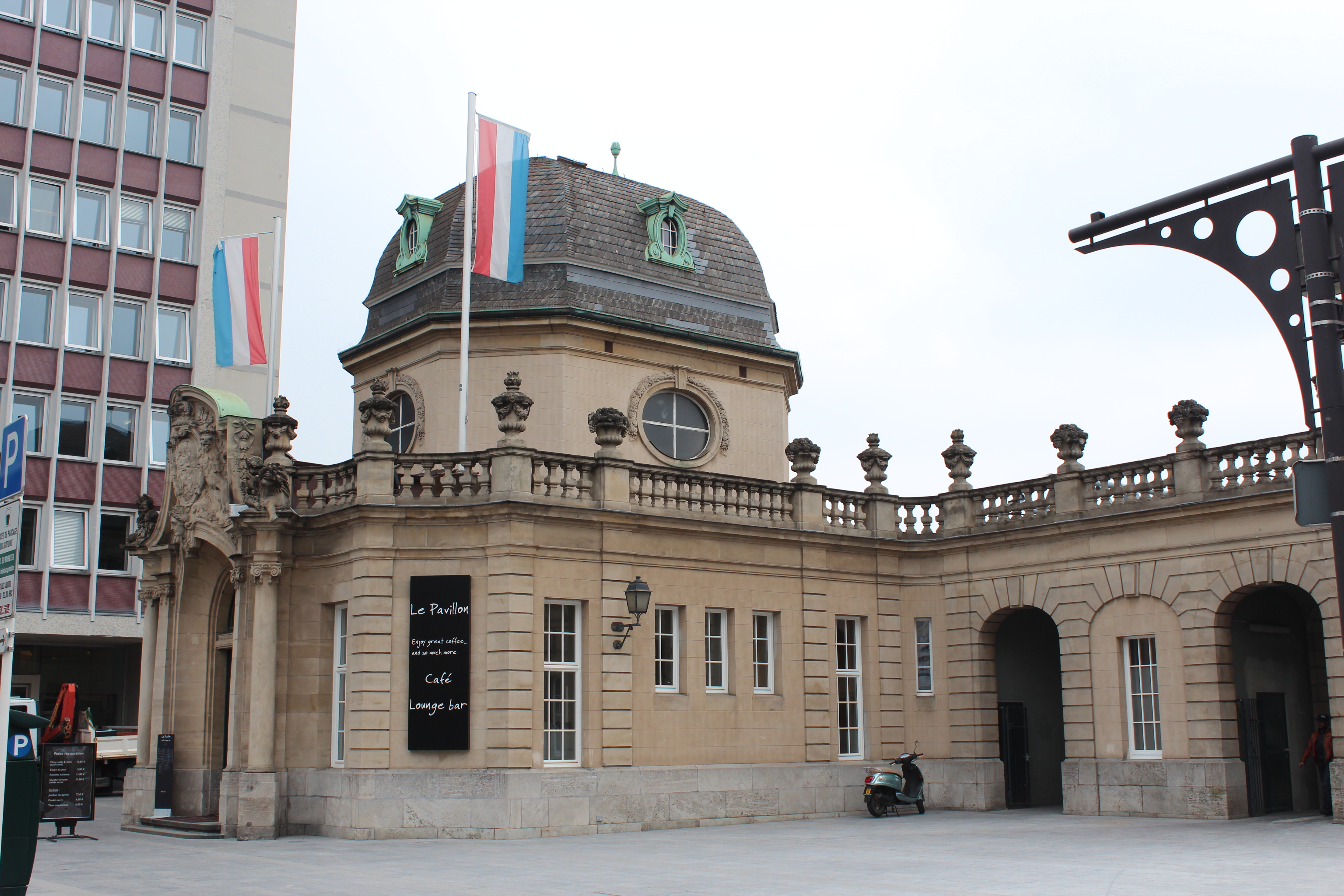
Fürstenpavillon des Bahnhofs Luxemburg

Die Geschichte der Eisenbahn in Luxemburg wurde von mehreren Eisenbahngesellschaften bestimmt, die erst 1946 zur Société Nationale des Chemins de Fer Luxembourgeois (CFL) vereinigt wurden.

## Voraussetzungen

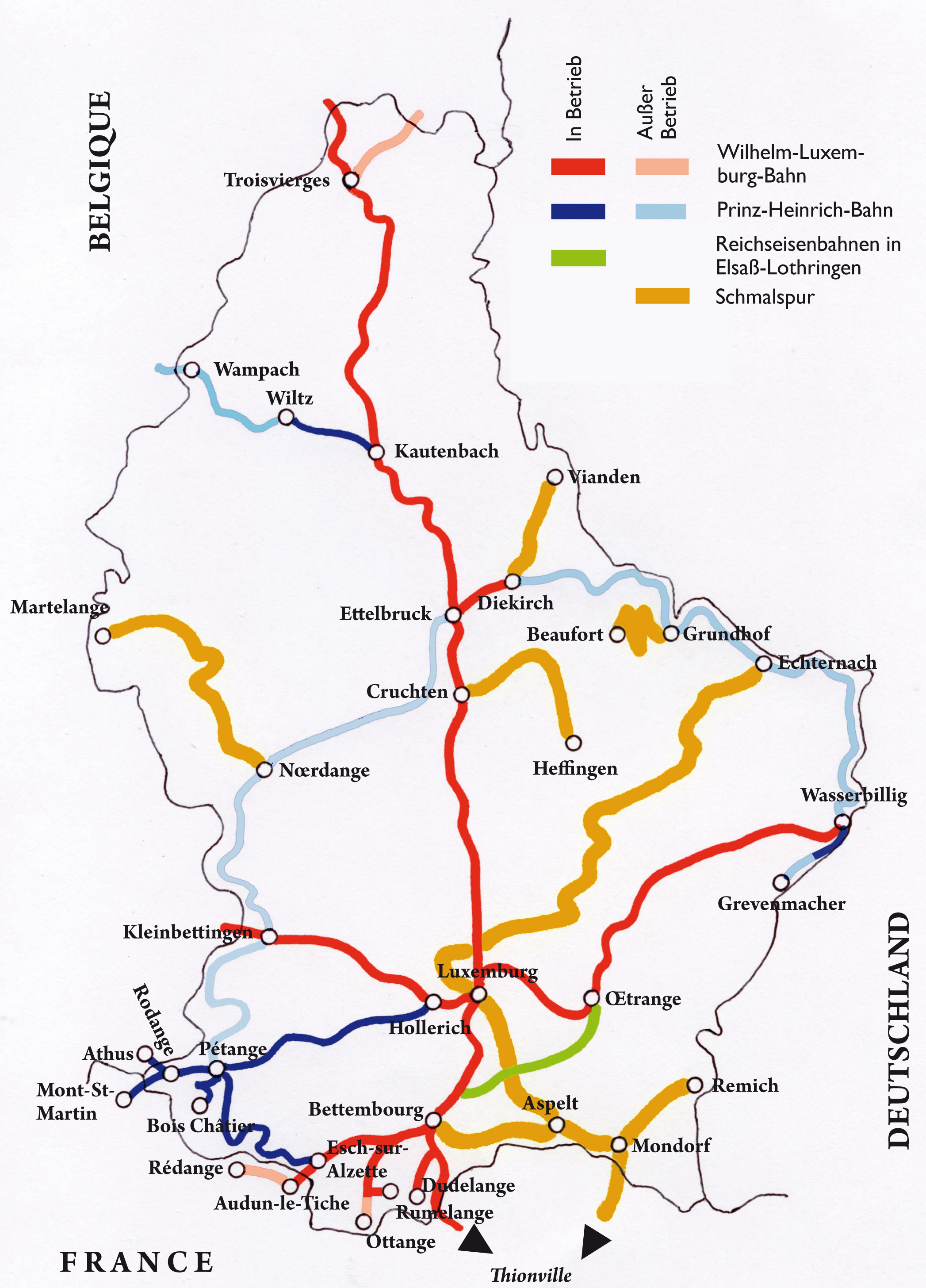
Herkunft der Strecken im luxemburgischen Eisenbahnnetz

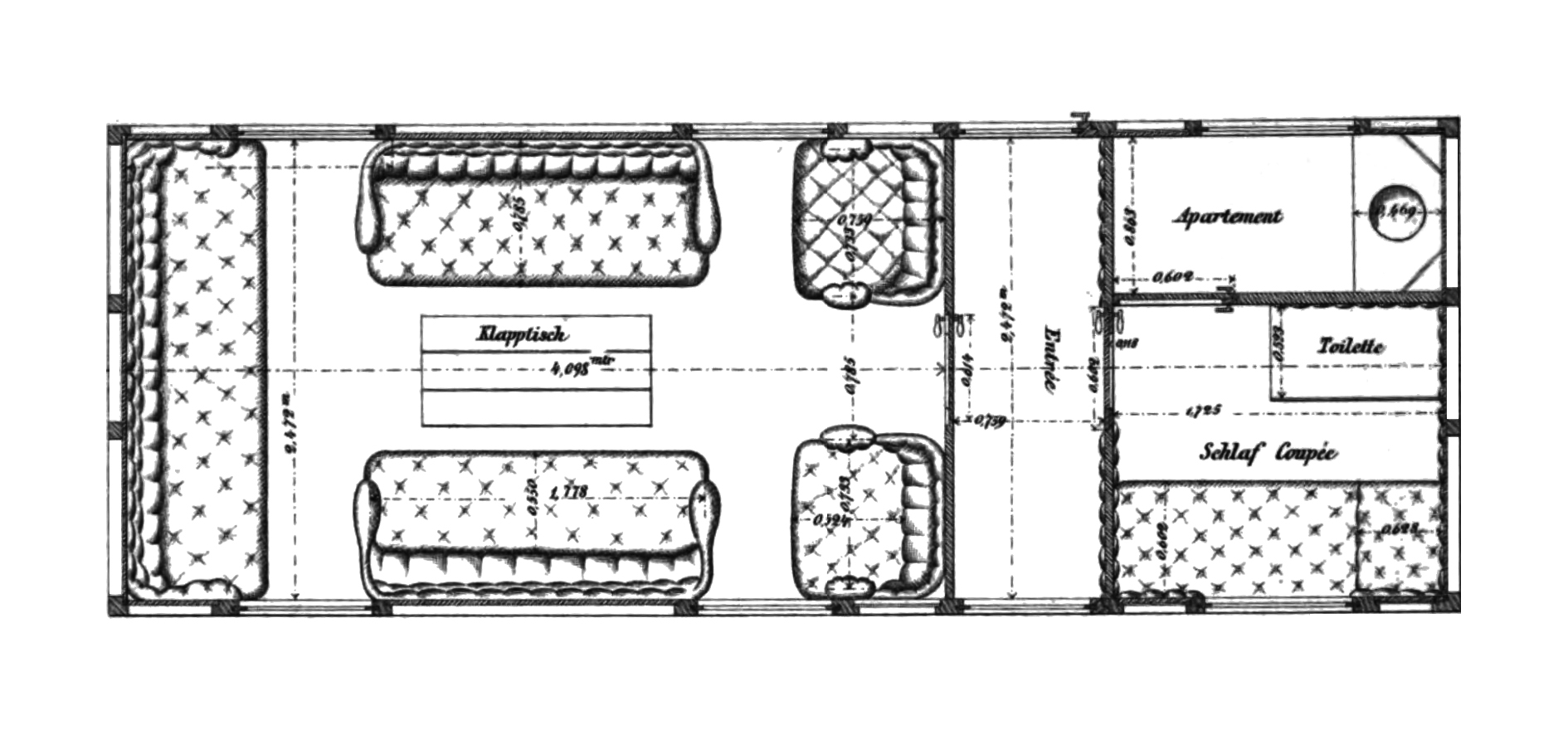
Salonwagen der Wilhelm-Luxemburg-Bahn, 1860er Jahre

Das Großherzogtum Luxemburg gehörte von 1815 bis 1866 als souveräner Staat zum Deutschen Bund. Die entsprechenden Verträge hatten Bestand auch als 1871 das Deutsche Reich gegründet wurde. So blieb das Großherzogtum bis 1918 Mitglied des Deutschen Zollvereins und in einer Währungsunion mit dem Deutschen Reich verbunden. Allerdings war das Großherzogtum bis 1890, also in der Zeit, als der überwiegende Teil der Eisenbahnen gebaut wurde, in Personalunion mit der Krone der Niederlande verbunden, der niederländische König war zugleich Großherzog von Luxemburg. Von den Niederlanden hatte sich 1839 das dem Großherzogtum benachbarte Belgien mit dem Vertrag von London endgültig abgespalten. Weiterhin bestanden aber intensive Wirtschaftsbeziehungen zwischen Belgien und Luxemburg. Außerdem bestanden in dem Raum britische Wirtschaftsinteressen. So prüften auch britische Konsortien und Banken – etwa ab 1845 – Eisenbahnprojekte, die Luxemburg berührten. Die Finanzkraft des Großherzogtums und seines Finanzsektors war damals noch zu schwach, um selbst Eisenbahnprojekte anzugehen. Hinzu trat das Problem, dass die Stadt Luxemburg eine deutsche Bundesfestung war, es sich also aus Sicht des (dort stationierten) preußischen Militärs verbot, eine Eisenbahn in die Stadt zu führen.
1827 hatte sich in Brüssel eine Société anonyme de Luxembourg mit dem Ziel gegründet, einen schiffbaren Kanal zwischen Maas und Mosel zu bauen, ein Projekt, das aber schon 1830 wieder aufgegeben wurde. Aus dieser Gesellschaft heraus, verstärkt durch britische Geldgeber gründete sich 1845 die Great Luxembourg Company / Grande Compagnie Luxembourgoise, deren Ziel es war, Luxemburg mit seinen drei Anrainer-Staaten durch Eisenbahnen zu verbinden. Dieser Versuch schlug zunächst fehl, weil sich die Regierung des Großherzogtums und die Gesellschaft nicht einigen konnten. 1849 kam es zu einem Gesetz über den Eisenbahnbau, das dem Eisenbahnunternehmen eine Zinsgarantie von 3 %, was 1852 auf 5 % angehoben wurde, zusicherte.
In dieser Situation stand Mitte der 1850er Jahre die Entscheidung an, wie die 1854 von der Compagnie du chemin de fer de Paris à Strasbourg, der späteren Compagnie des Chemins de fer de l’Est (EST), eröffnete Bahnstrecke Metz–Thionville weiter nach Norden geführt werden sollte: Über Luxemburg oder an Luxemburg vorbei über Longwy?
In Luxemburg gab es in der zweiten Hälfte des 19. Jahrhunderts drei divergierende Verkehrsinteressen:
- Die Hauptstadt – und größte Stadt des Landes –, Luxemburg, liegt an der Kreuzung mehrerer europäischer Verkehrswege. Im Bereich der Eisenbahn bildet der Hauptbahnhof der Stadt Luxemburg dabei heute den Schnittpunkt.
- Die Stahlindustrie – vor allem im Südwesten und Süden des Landes – benötigte leistungsfähige Bahnstrecken für den Transport von Erz, Kohle und Stahl.
- Das Land hatte und hat trotz seiner geringen Größe einen Verkehrsbedarf in der Fläche, der sich durch ein sternförmig auf die Stadt Luxemburg ausgerichtetes Netz kaum befriedigen lässt, auch weil Luxemburg im Land südlich des geografischen Zentrums liegt.

Zur Lösung dieser teilweise sich widersprechenden Verkehrsinteressen entstanden mehrere Bahnbetriebe, die jeweils ihre eigene Zielstellung verfolgten.
Bei der nach Norden zu verlängernden Strecke von Thionville lag die Route über Longwy im Interesse belgischer und lothringer Industrieller, die damit Eisenerzgruben und Stahlindustrie in der französisch-luxemburgen Grenzregion anschließen wollten. Aufgrund militärstrategischer Interessen der französischen Regierung wurde die Frage zur Weiterführung der in Thionville endenden Bahn aber dahingehend entschieden, nach Luxemburg weiter zu bauen. Preußen dagegen strebte eine Eisenbahnanbindung nach Osten in eigenes Staatsgebiet an.
Die Grande Compagnie Luxembourgoise traf 1853 mit der Compagnie du chemin de fer de Paris à Strasbourg, die noch im gleichen Jahr in der EST aufging, Absprachen über den Bau von Eisenbahnen in Luxemburg und die Bank Crédit immobilier de Paris erklärte sich bereit, die Vorhaben zu finanzieren. Damit schien zunächst einmal der Weiterbau des grenzüberschreitenden Abschnitts der Bahnstrecke Thionville–Luxemburg gesichert. Da die EST aber parallel das konkurrierende Projekt einer Bahn nach Belgien unter Umgehung Luxemburgs weiter verfolgte, stieg die Grande Compagnie Luxembourgoise insgesamt aus dem Bahnbau in Luxemburg aus.

## Wilhelm-Luxemburg-Bahn (GL)

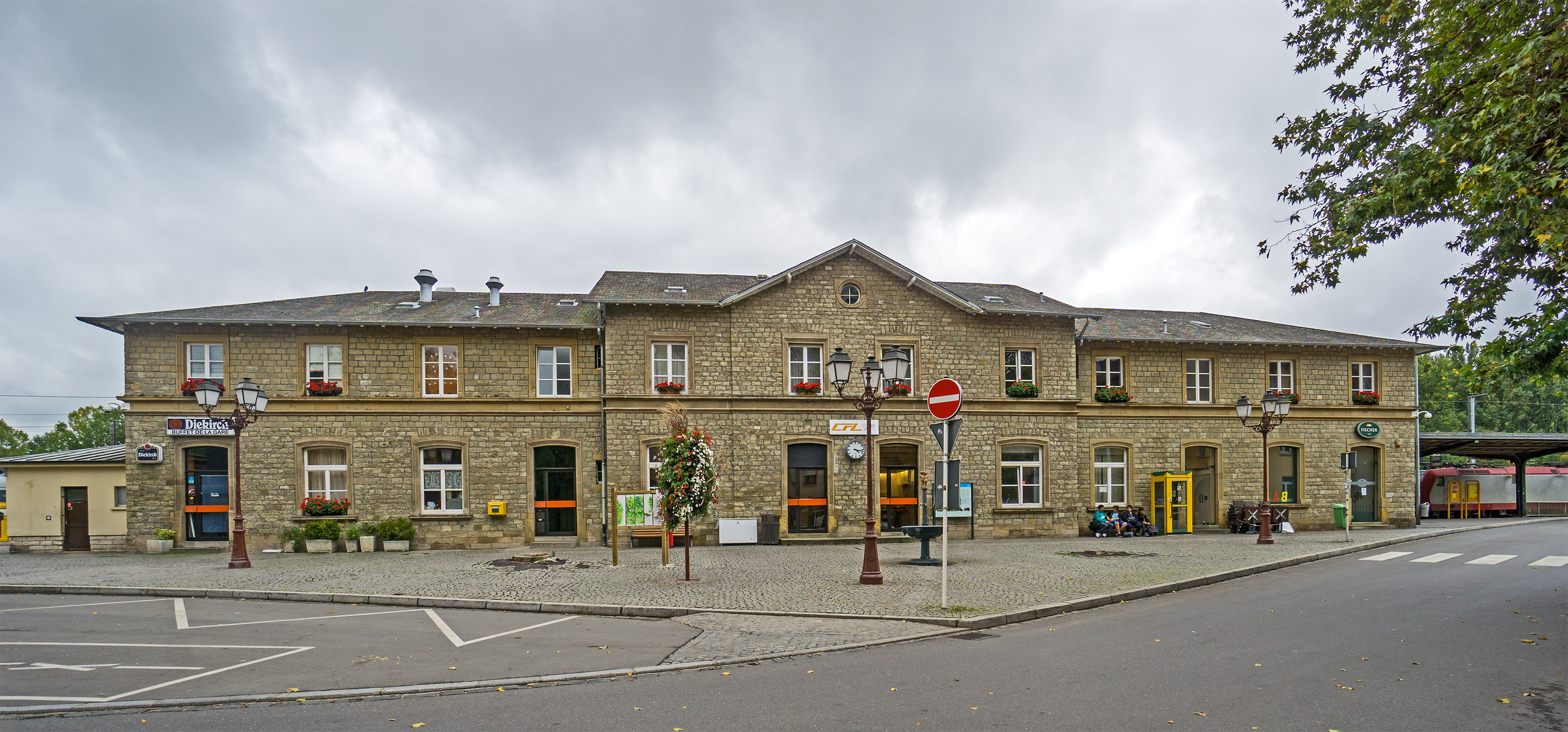
Bahnhof Ettelbruck

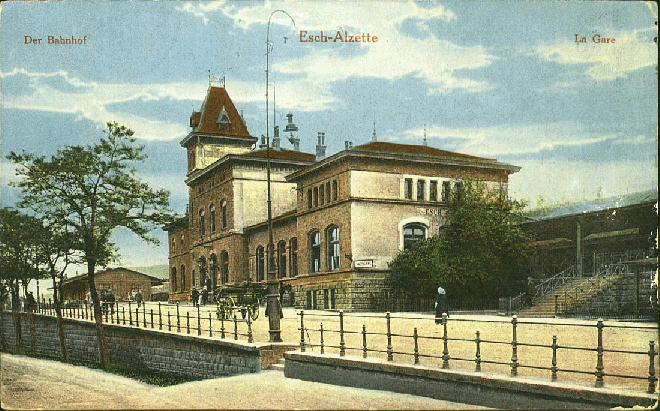
Bahnhof Esch-sur-Alzette

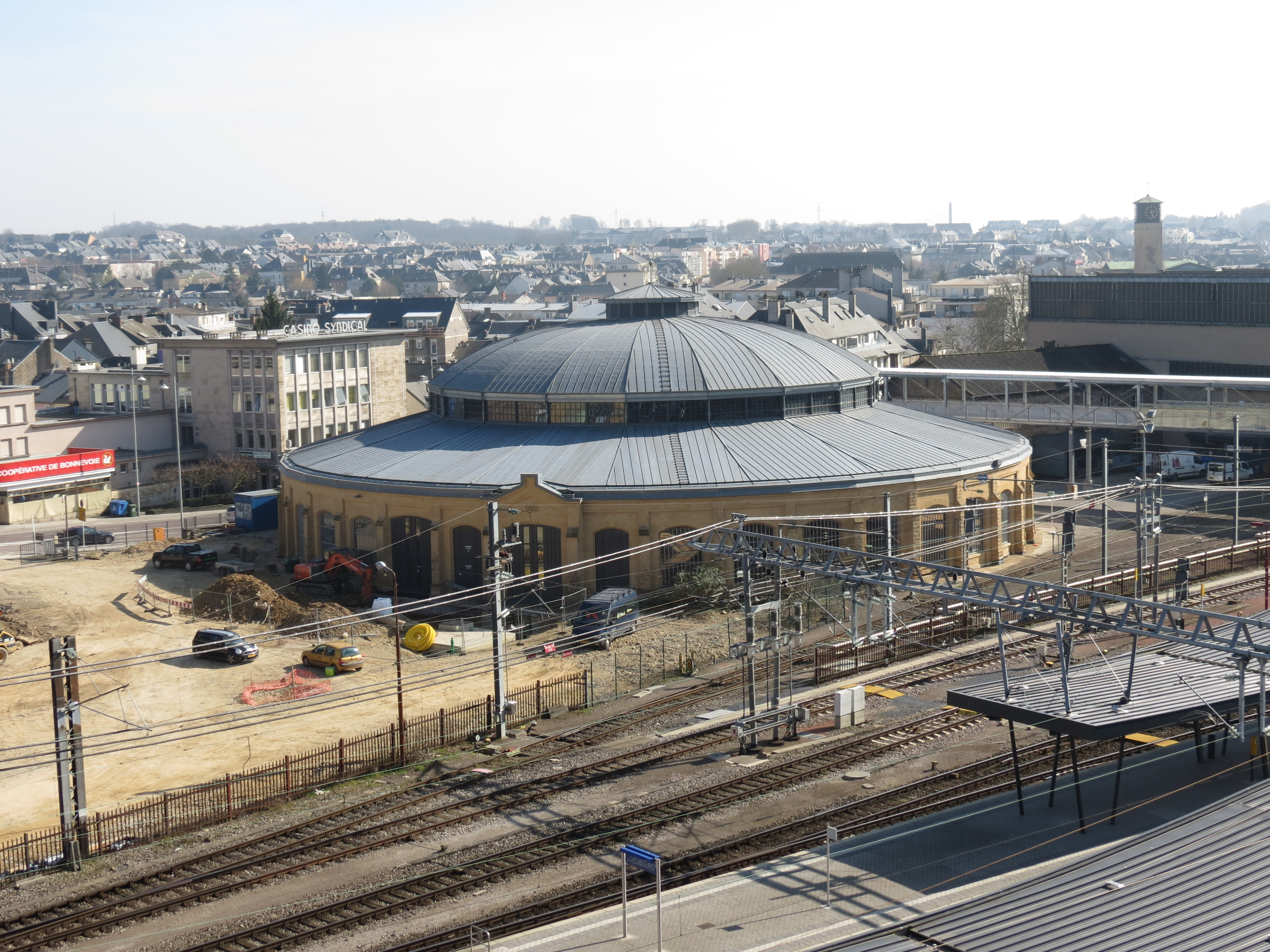
Ringlokschuppen des Bahnbetriebswerks Luxemburg

### Gesellschaft
In dieser Situation fragte ein M. Daval bei der großherzoglichen Regierung wegen des Baus von drei Eisenbahnstrecken an, die von Luxemburg aus Richtung Arlon, Thionville und Trier führen sollten. M. Daval hatte dafür zusammen mit dem Bankier Adolphe Favier und dem Ingenieur Stéphane Jouve eine Gesellschaft gegründet. Nachdem die Luxemburger Regierung feststellen musste, dass die Grande Compagnie Luxembourgoise ausfiel, die EST wegen des verfolgten Konkurrenzprojektes über Longwy hinhaltend reagierte und eine ebenfalls kontaktierte preußische Gesellschaft die Finanzierung nicht sicherstellen konnte, trat sie mit M. Daval in Verhandlungen ein. Ergebnis war ein Vertrag vom 9. November 1855, mit dem die Gesellschaft seitens König Wilhelm III. der Niederlande als Großherzog von Luxemburg die Bezeichnung Société royale Grand-Ducale de Guillaume-Luxembourg (GL) (Königlich-großherzogliche Wilhelm-Luxemburg-Gesellschaft) verliehen bekam. Zwar hinterlegte die Gesellschaft die vereinbarte Kaution, aber ein Baubeginn blieb aus. So kam es am 2. März 1857 zu einem weiteren Vertrag zwischen der Gesellschaft und dem Großherzogtum, als die Zusage weiteren französischen Kapitals vorlag. Letztendlich wurden die von der GL errichteten Strecken ausschließlich über französisches Kapital finanziert. Die Gesellschaft verstrickte sich in einen Finanzskandal, an dessen Ende sie die Luxemburger Regierung um Finanzhilfe bitten musste.

### Streckenbau
So dauerte es bis zum 11. August 1859, bevor die Strecke nach Thionville als erste Eisenbahnstrecke Luxemburgs in Betrieb ging. Noch am gleichen Tag verkehrte ein „Vergnügungszug“ mit 600 Reisenden nach Paris. Noch im gleichen Jahr, am 4. und 5. Oktober wurde die Strecke nach Arlon eröffnet.
In den folgenden Jahren bis 1867 eröffnete die GL den überwiegenden Teil der Hauptstrecken des Luxemburger Netzes, die auch heute noch alle in Betrieb sind. (Übersicht hier)

### Konflikte

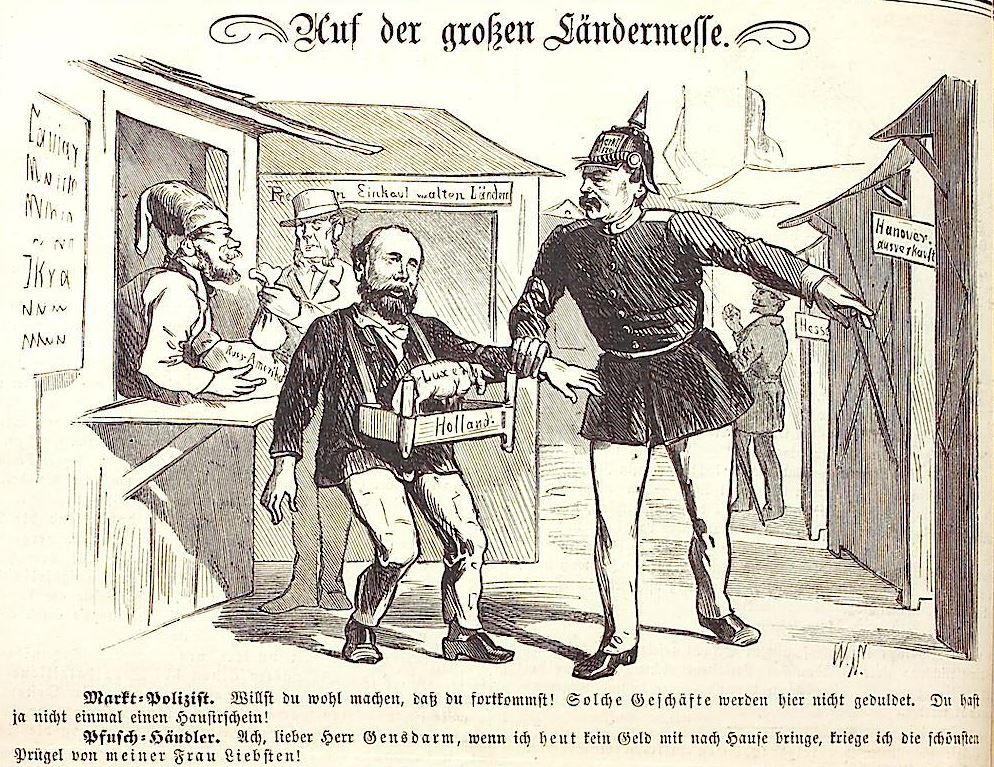
Der Versuch König Wilhelm III. der Niederlande, Luxemburg an Frankreich zu verkaufen, wird von Preußen verhindert.

Betrieblich war die Situation allerdings schwierig. So bestand ein Konflikt zwischen der GL und der Grande Compagnie du Luxembourg, die Eisenbahnen in der angrenzenden belgischen Provinz Luxemburg betrieb. Auf der anderen Seite wurden die Strecken der GL von der Bahngesellschaft EST betrieben, hinter der französische Interessen standen. Auch die politische Lage im Spannungsfeld zwischen Preußen, Frankreich und Belgien (hinter dem britische Interessen standen) war schwierig. 1867 kam es zur Luxemburgkrise: Napoleon III. versuchte, Luxemburg von König Wilhelm III. der Niederlande zu kaufen. Die Öffentlichkeit im Großherzogtum und anderen Gebieten des Deutschen Bundes wandte sich empört gegen den Plan. Die Krise mündete im Zweiten Londoner Vertrag von 1867, in dem das Land einerseits als „für immer neutral“ erklärt wurde, andererseits die Festung Luxemburg aufgegeben und geschleift wurde.
Der Betrieb der Strecken von Kleinbettingen nach Luxemburg und von Luxemburg nach Wasserbillig war wiederum 1862 von der EST an die belgische Grande Compagnie du Luxembourg übergegangen, was im Tausch gegen den Betrieb auf der Bahnstrecke Luxemburg–Spa geschehen war. 1869 übernahm die EST dann aber die beiden genannten Strecken wieder.
Ein weiteres Problem war, dass das Netz, das sich bis 1867 entwickelt hatte, sternförmig von größeren Städten im Ausland auf die Stadt Luxemburg zulief. Die luxemburgische Stahlindustrie aber wollte Verbindungen ihrer Zuliefer- und Produktionsstätten untereinander und fand zudem die Tarife der GL als zu hoch. Aus dieser Unzufriedenheit entwickelte sich die Initiative, aus der heraus die Prinz-Heinrich-Bahn gegründet wurde.

### Betrieb
Die GL war ein reines Finanzierungs-, Bau-, Eisenbahninfrastrukturunternehmen, das selbst nie eine öffentliche Eisenbahn betrieb. Der Betrieb der von ihr errichteten Strecken war schon vor der Fertigstellung der ersten Strecke am 6. Juni 1857 an die Compagnie du chemin de fer de Paris à Strasbourg, die spätere Compagnie des Chemins de fer de l’Est (EST) verpachtet, die hier als Eisenbahnverkehrsunternehmen fungierte.
Nach dem Deutsch-Französischen Krieg ging die EST, soweit sie nun im Reichsland Elsaß-Lothringen lag, in das Eigentum des Deutschen Reichs über, das dieses Netz in den Reichseisenbahnen in Elsaß-Lothringen (EL) neu organisierte. Nach hinhaltendem Widerstand Luxemburgs übernahm die EL dann aufgrund eines Staatsvertrags 1872 auch die Betriebsrechte der EST auf der GL in Luxemburg.
Ab 1919 übernahm die Administration des chemins de fer d’Alsace et de Lorraine (AL) in Nachfolge der EL die Betriebsrechte auf dem Netz der GL, nachdem Elsass und Lothringen in Folge des Ersten Weltkriegs wieder an Frankreich gefallen waren. 1938 ging die AL mit allen Rechten in der neu gegründeten SNCF auf. Im Zuge des Zweiten Weltkriegs besetzte Deutschland das Großherzogtum Luxemburg und gliederte alle dortigen Bahnen in die Deutschen Reichsbahn ein. Seit der Gründung der Société Nationale des Chemins de Fer Luxembourgeois (CFL) 1946 gehört das ehemalige Netz der GL zur CFL.

## Prinz-Heinrich-Bahn

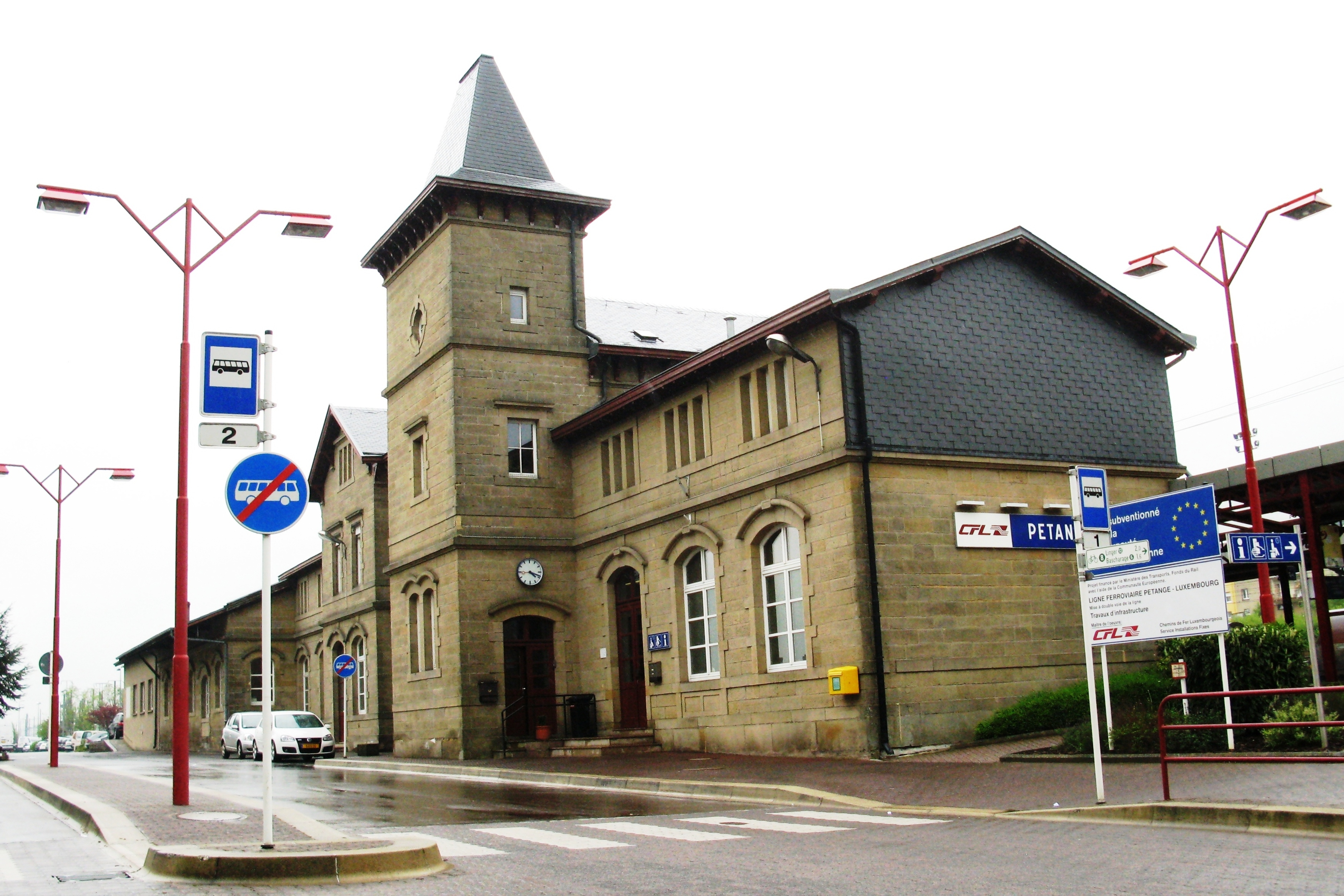
Bahnhof Pétange der Prinz-Heinrich-Bahn

Die Société des chemins de fer Prince-Henri (Prinz-Heinrich-Bahn) erhielt ihren Namen von Prinz Heinrich von Oranien-Nassau, dem Bruder des König-Großherzogs Wilhelm III. Prinz Heinrich war seit 1850 Statthalter für seinen Bruder im Großherzogtum Luxemburg. Gegen heftigen Widerstand der konkurrierenden GL in Verbindung mit deren Eisenbahnverkehrsunternehmen, EST, kam es dann doch zu ersten Konzessionen für die Prinz-Heinrich-Bahn. Diese errichtete ein Streckennetz, das letztendlich sternförmig von Petingen / Pétange ausging und eine weitere Strecke, die – allerdings unter Nutzung von Streckenabschnitten der GL – sich in einem weiten Bogen nördlich der Stadt Luxemburg und entlang der Ostgrenze des Großherzogtums von Diekirch über Echternach und Wasserbillig nach Grevenmacher erstreckte. Das Netz wurde sukzessive im Wesentlichen zwischen 1873 und 1881 eröffnet, mit einigen späteren Ergänzungen. (Übersicht hier)
Allerdings erfüllte die Prinz-Heinrich-Bahn ihre in den staatlichen Konzessionen ausgesprochenen Verpflichtungen nicht. So widerrief der Staat am 3. März 1877 die ausgesprochenen Konzessionen und übernahm den Bahnbetrieb provisorisch in eigener Hand. Die Aktionäre der Société des chemins de fer Prince-Henri – die aufgelöst wurde – formierten sich neu und gründeten noch im gleichen Jahr die Société luxembourgoise des chemins de fer et minières Prince-Henri. Diese übernahm die Konzessionen, die der ersten Prinz-Heinrich-Bahn-Gesellschaft erteilt worden waren, wieder vom Großherzogtum Luxemburg.

## Schmalspurbahnen

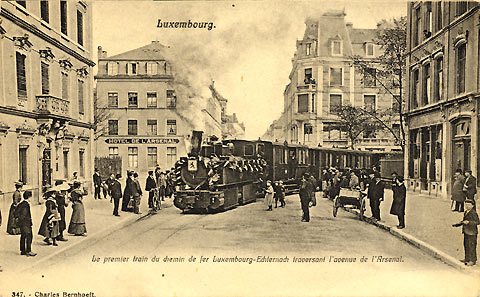
Eröffnungszug der Schmalspurbahn Luxemburg–Echternach 1904

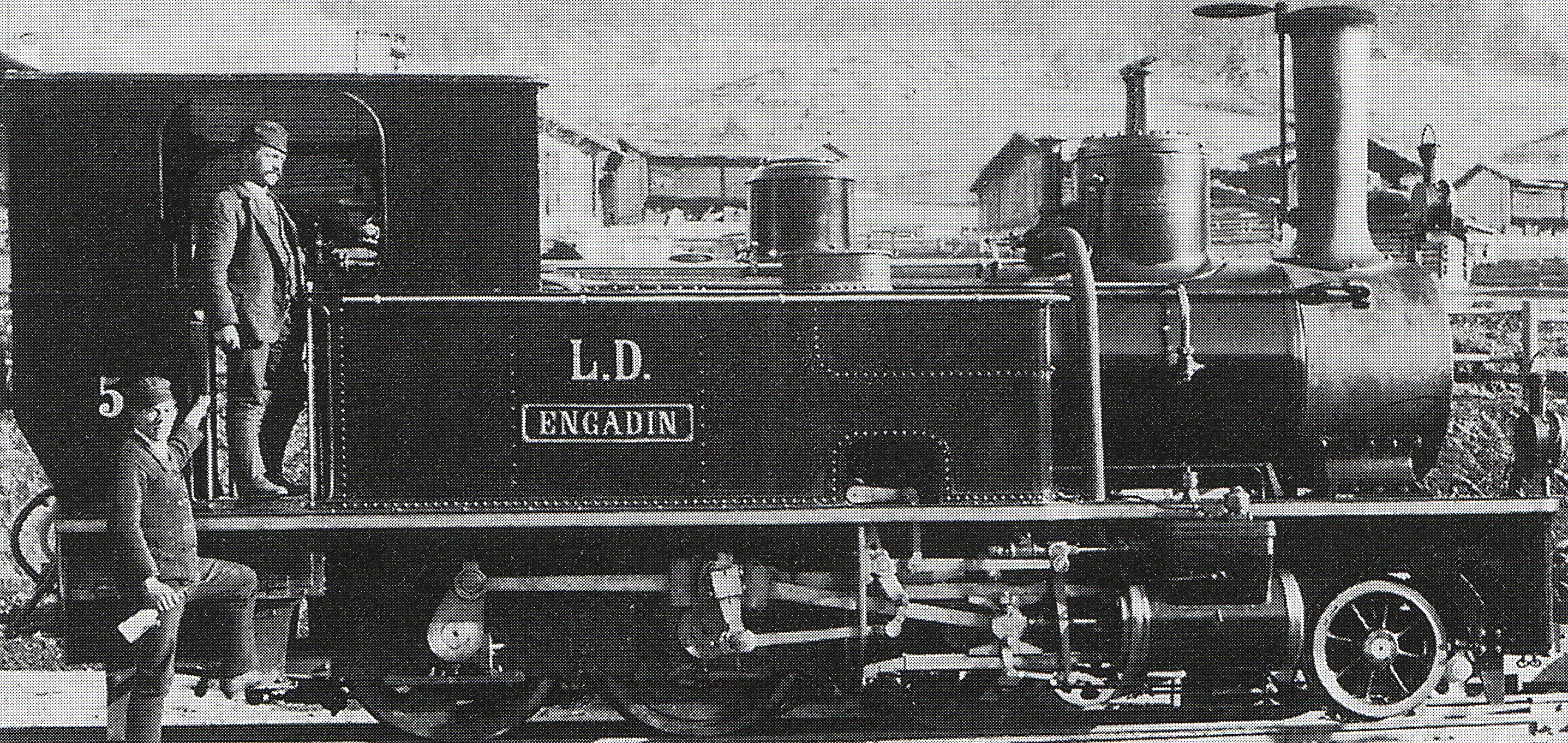
Lokomotive Nr. 55 aus zweiter Hand 1917 an die Prinz-Heinrich-Bahn, 1954 ausgemustert

Gedenktafel für den Benny bei Vianden

Die Luxemburger Schmalspurbahnen (siehe auch: Jhangeli) dienten dem lokalen und regionalen Verkehrsbedarf des Landes in der Fläche. Sie wurden im Jahrzehnt nach dem Zweiten Weltkrieg stillgelegt. Während die GL und die Prinz-Heinrich-Bahn bis etwa 1880 die verkehrsstarken Strecken errichtet hatten, verblieben Landesteile, ohne entsprechend starkes Verkehrsaufkommen immer noch ohne Bahnanschluss. Die beiden großen Gesellschaften hatten kein Interesse daran, sich hier zu engagieren. So gewann die Luxemburger Regierung eine Tochtergesellschaft der Schweizerischen Lokomotiv- und Maschinenfabrik (SLM), die zunächst die beiden Strecken Luxemburg–Remich und Cruchten–Fels als Schmalspurbahnen in Meterspur errichtete und 1882 in Betrieb nahm. Aus diesem Anfang entstand die Société anonyme des chemins de fer secondaires luxemburgois (Luxemburgische Sekundärbahn AG), die aber kein Interesse zeigte, weitere Strecken zu bauen. Sie übernahm dann allerdings noch den Betrieb der Schmalspurbahnen Aspelt–Bettemburg und Luxemburg–Echternach.
1887 gründete sich eine weitere Gesellschaft zum Bau und Betrieb von Nebenbahnen in Luxemburg mit luxemburgischen und belgischen Anteilseignern, die Société anonym des chemins de fer cantoneaux luxembourgois (Anonyme Gesellschaft der luxemburger Kantonaleisenbahnen). Ökonomisch funktionierte das nur, weil der Staat die Gesellschaft über die Erteilung von Bergbau-Konzessionen subventionierte. Auf diese Weise kamen drei Strecken zustande:
- Wasserbillig–Grevenmacher in Normalspur, eröffnet 1891, aber schon 1890 veräußerte die Gesellschaft ihre Rechte an dieser Strecke an die Prinz-Heinrich-Bahn.[8]
- Nœrdange–Martelange (Meterspur)[10]
- Diekirch–Vianden (Meterspur)[10]

Eine Übersicht über die ehemaligen Schmalspurbahnen in Luxemburg – keine davon ist heute mehr in Betrieb – findet sich hier, darunter auch eine grenzüberschreitende Strecke von Mondorf nach Thionville in Frankreich.

## Erster Weltkrieg und Zwischenkriegszeit
Die rechtswidrige Besetzung des neutralen Luxemburg durch das Deutsche Reich am Beginn des Ersten Weltkriegs und die anschließende Nutzung seines Eisenbahnnetzes, die de facto Beschlagnahme der Luxemburger Bahnen durch die siegreichen Alliierten und der Untergang der EL, die bisher die Strecken der GL betrieben hatte, hinterließen ein administratives Chaos, das zu sortieren einige Jahre in Anspruch nahm. Es wurde mit einem französisch-luxemburgischen Vertrag 1925 beendet – manche Aspekte waren aber bis 1933 Teil gerichtlicher Auseinandersetzungen –, nach dem der Status quo festgeschrieben wurde und die französische Administration des chemins de fer d’Alsace et de Lorraine (AL), die die Nachfolge der EL im ehemaligen Reichsland Elsaß-Lothringen angetreten hatte, auch deren Rechte und Aufgaben in Luxemburg (weiter) wahrnahm.

## Zweiter Weltkrieg
1940 besetzte Deutschland im Zuge des Zweiten Weltkriegs erneut das Großherzogtum Luxemburg. Alle drei bestehenden Einheiten, die GL mit 209 km Streckenlänge, die Prinz-Heinrich-Bahn mit 190 km Streckenlänge und die Nebenbahnen in Schmalspur mit 143 km Streckenlänge (insgesamt 542 km) wurden letztendlich der Deutschen Reichsbahn zugeschlagen. Zum 1. Dezember 1940 übernahm die Reichsbahndirektion Saarbrücken die Betriebsführung der Prinz-Heinrich-Bahn, 1942 war sie „in das Eigentum des Reiches übergegangen“.
Nach dem Rückzug der Wehrmacht 1944 waren die Bahnanlagen, alle Bahnbetriebswerke und die meisten Fahrzeuge zerstört.

## CFL

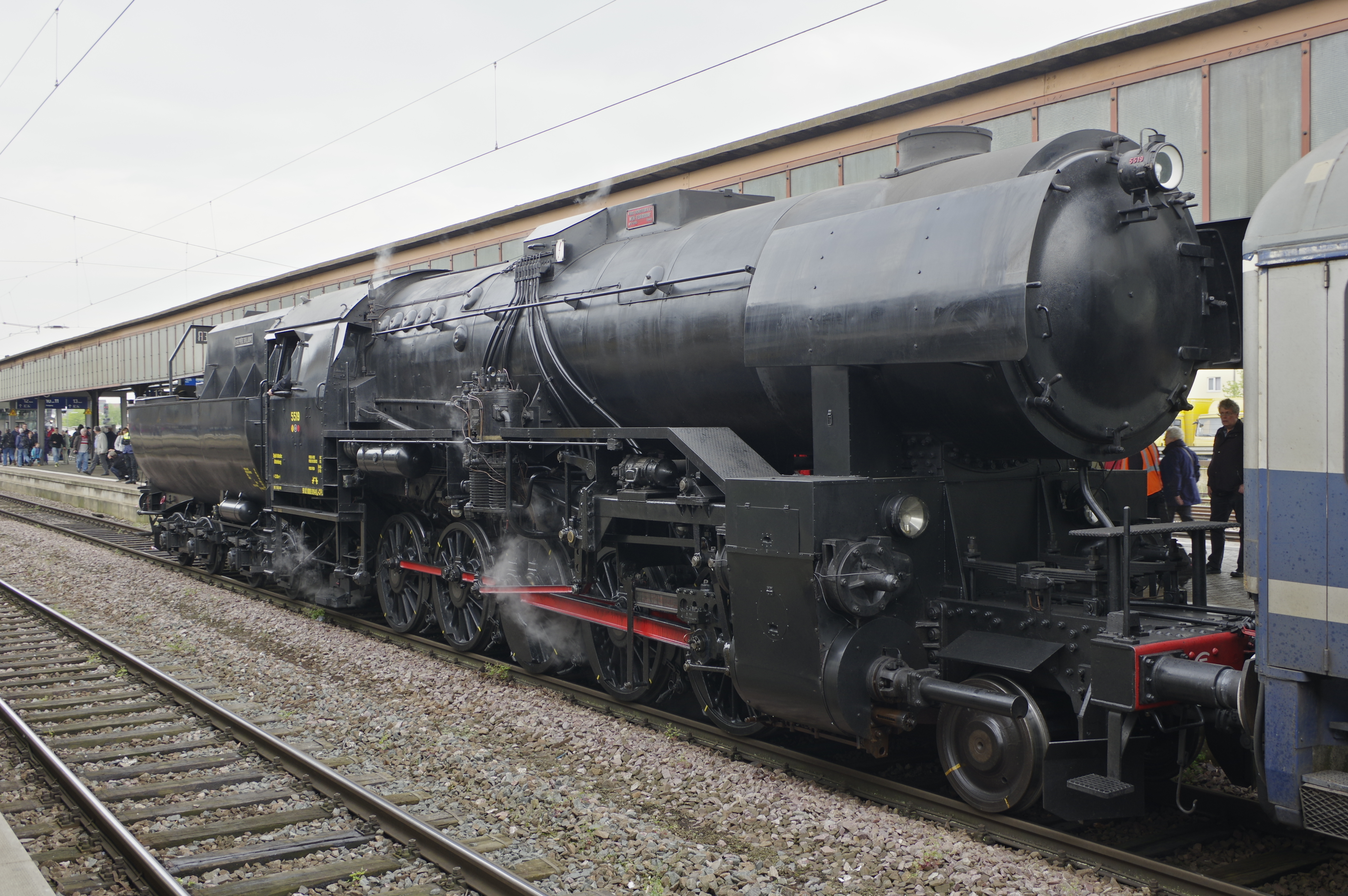
CFL 5519 (entspricht DR-Baureihe 42)

Um eine Wiederholung der chaotischen Zustände, wie sie nach dem Ersten Weltkrieg entstanden waren, zu vermeiden, nutzte der Staat die Situation, dass die drei Einheiten, die im Großherzogtum zuvor Eisenbahnen betrieben hatten, unter der Reichsbahn vereinigt worden waren. Daraus wurde 1946 die Chemins de fer Luxembourgeois gegründet, eine Gesellschaft nach Luxemburger Recht. Sie hatte ursprünglich ein Kapital von 800 Mio. Luxemburgischen Francs und drei Gesellschafter: Das Großherzogtum Luxemburg mit 51 % sowie Frankreich und Belgien mit je 24,5 %. Die Konstruktion hatte zur Folge, dass die Elektrifizierung des Netzes in den folgenden Jahrzehnten zunächst mit zwei unterschiedlichen Systemen erfolgte: Richtung Belgien mit der dort üblichen Gleichspannung mit 3000 Volt und Richtung Frankreich mit den dort verwendeten 25 kV / 50 Hz Wechselstrom. Dieser Bahnstrom wird auch auf der Strecke nach Deutschland verwendet, wo bei Wasserbillig eine Systemwechselstelle zum deutschen Netz (15 kV / 162/3 Hz) besteht. Die Strecke Richtung Belgien wurde bis 2018 auf 25 kV / 50 Hz umgestellt. Das Schmalspurnetz wurde komplett stillgelegt. Heute betreibt die CFL noch 271 km, hat das Netz also gegenüber dem Vorkriegsbestand etwa halbiert. 1982 wurde ein neuer, großer Rangierbahnhof in Bettembourg in Betrieb genommen. Um den zu finanzieren, wurde der Kapitalstock der CFL erhöht, wobei Frankreich sich nicht beteiligte. Seitdem verteilten sich die Anteile an der CFL folgendermaßen: 63,25 % Luxemburg, 24,5 % Belgien und 12,25 % Frankreich. In der Folgezeit verschoben sich die Anteile durch weitere Kapitalaufstockungen weiter zugunsten des Großherzogtums: Heute haben die ausländischen Anteile eher noch einen symbolischen Wert. Das Stammkapital der CFL verteilte sich 2020 auf 28.000 Anteile im Nennwert von je 12.394,68 Euro. Davon hält das Großherzogtum 26.320 Anteile im Wert von 326.227.977,60 Euro (94 %), Belgien 1.120 Anteile im Wert von 13.882.041,60 Euro (4 %) und Frankreich 560 Anteile im Wert von 6.942.020,80 Euro (2 %).

## Wissenswert

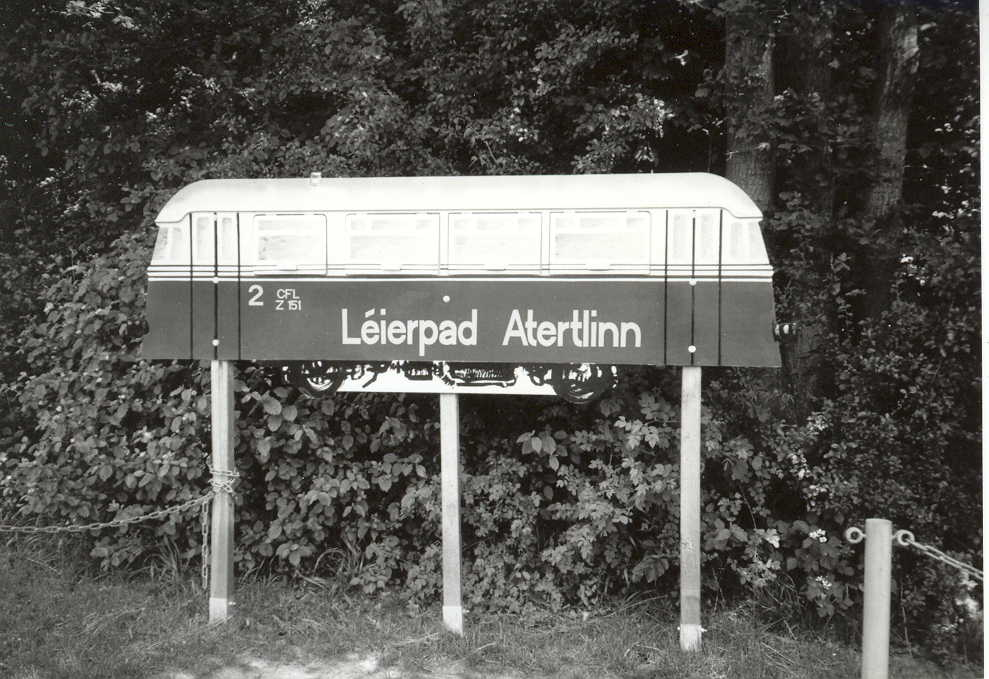
Schild an der Attertlinie

Die Trassen der ehemaligen Luxemburger Schmalspurbahnen dienen heute in vielen Fällen als Radwege. Das Gleiche gilt für die ehemals normalspurigen Verbindungen
- Attertstrecke (Ettelbrück–Pétange),
- Sauerstrecke (Ettelbrück–Grevenmacher) und
- Wiltz–Bastogne